# Безщитник альпійський
Безщитник альпійський, безщитник розставленолистий (Athyrium distentifolium Tausch ex Opiz) — багаторічна трав'яниста рослина родини безщитникові (Athyriaceae). Етимологія: лат. distentus — «роздутий», лат. folium — «лист».

## Опис
Наземна папороть з повзучим гіллястим кореневищем. Організовані в пучки жорсткі вайї від обернено-ланцетних до вузько еліптичних, від світло- до темно-зеленого кольору, до 70 (150) см завдовжки; хребет листа зелений, потім жовтий і голий. Ніжка листка 1/8–1/4 від довжини листка, товстий і з коричневими лусочками. Спори розміщені на нижньому боці листа й дозрівають в липні / вересні. Соруси в формі підкови. Спори переносяться вітром. Число хромосом 2n = 80.

## Поширення
Азія: Японія; Росія — Далекий Схід, Східна Сибір, Західний Сибір, європейська частина; Туреччина. Кавказ: Вірменія; Азербайджан; Грузія. Європа: Естонія; Латвія; Україна (окрім Криму); Австрія; Чехія; Німеччина; Польща; Словаччина; Швейцарія; Фінляндія; Ісландія; Норвегія; Швеція; Об'єднане Королівство; Боснія і Герцеговина; Болгарія; Хорватія; Італія; Чорногорія; Румунія; Словенія; Франція; Іспанія. Північна Америка: Канада; США; прибережні райони Гренландії. Зустрічається у вологих, затінених або напівзатінених місцях на більш-менш кислому ґрунті й силікатній глині, піщаних або кам'янистих ґрунтах, а також в гірських лісах (хвойні ліси, букові ліси), вологих луках, узбіччях і на замшілих скелях. Рослина поширена циркумполярно в північній півкулі, а також в Піренеях, Альпах, на Уралі, Кавказі, в Апеннінах і в горах Норвегії. В Альпах вона піднімається на висоті 2400, рідко до 2700 метрів.

## Використання
Культивується як декоративна рослина.

## Галерея

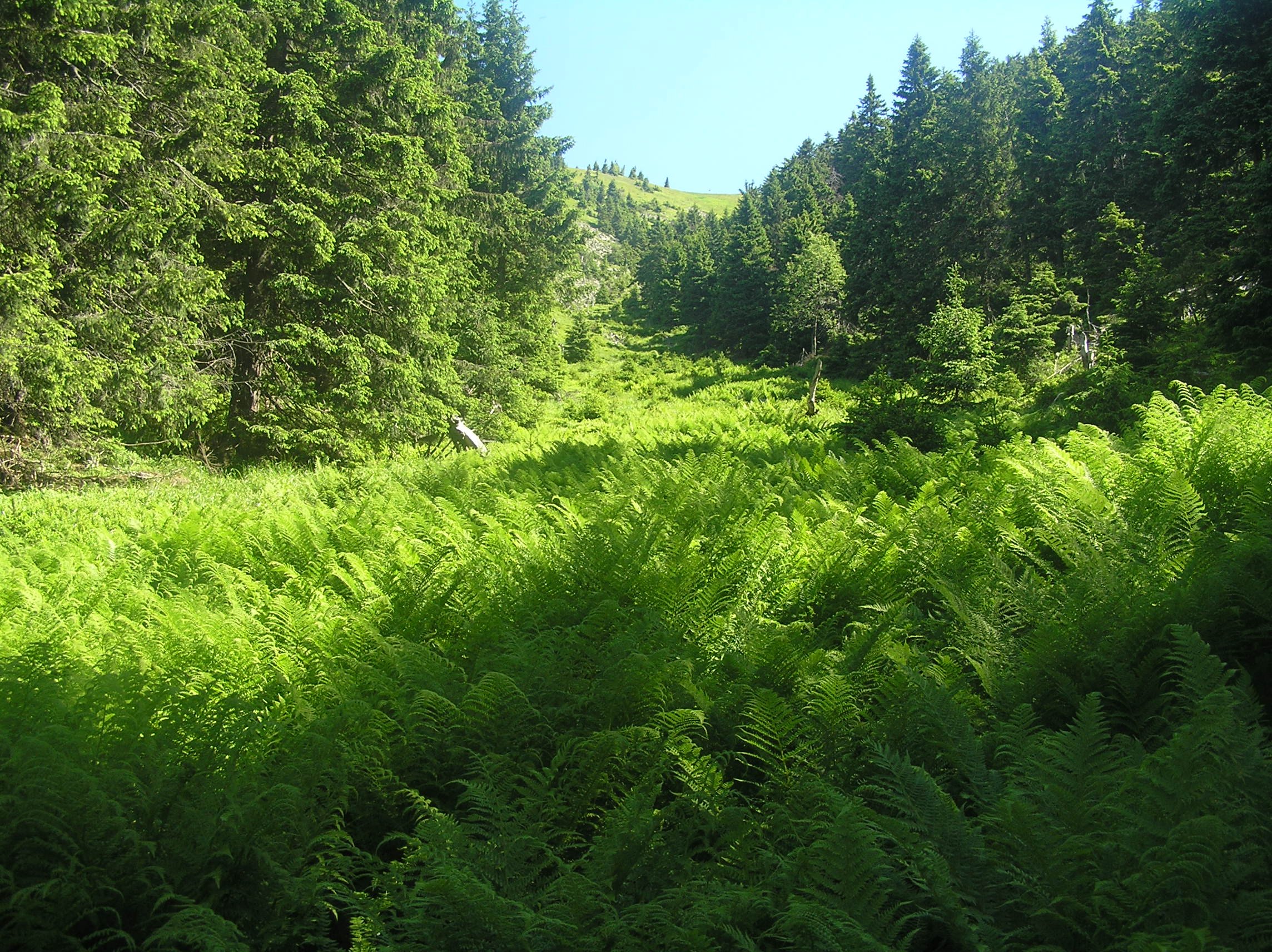
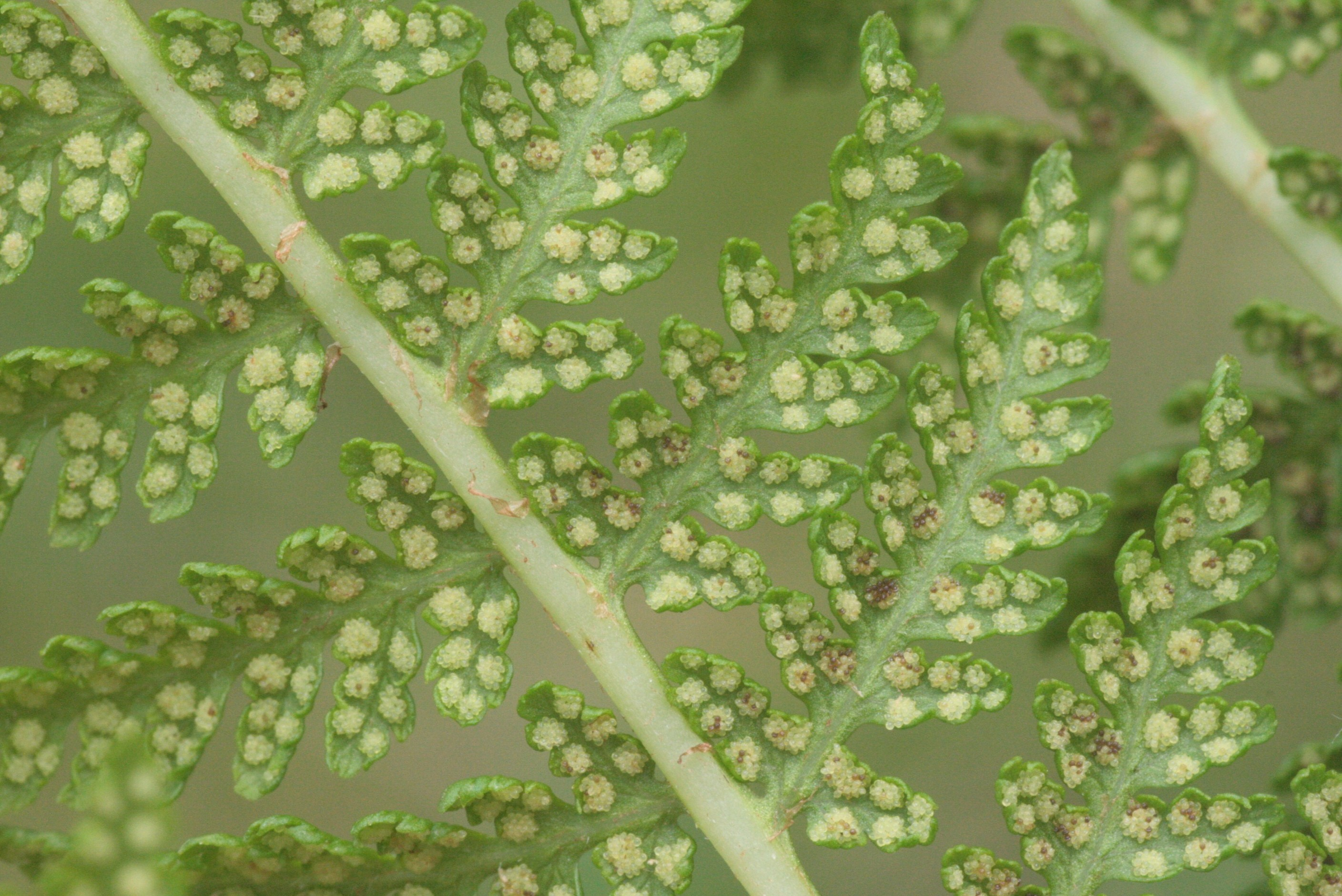
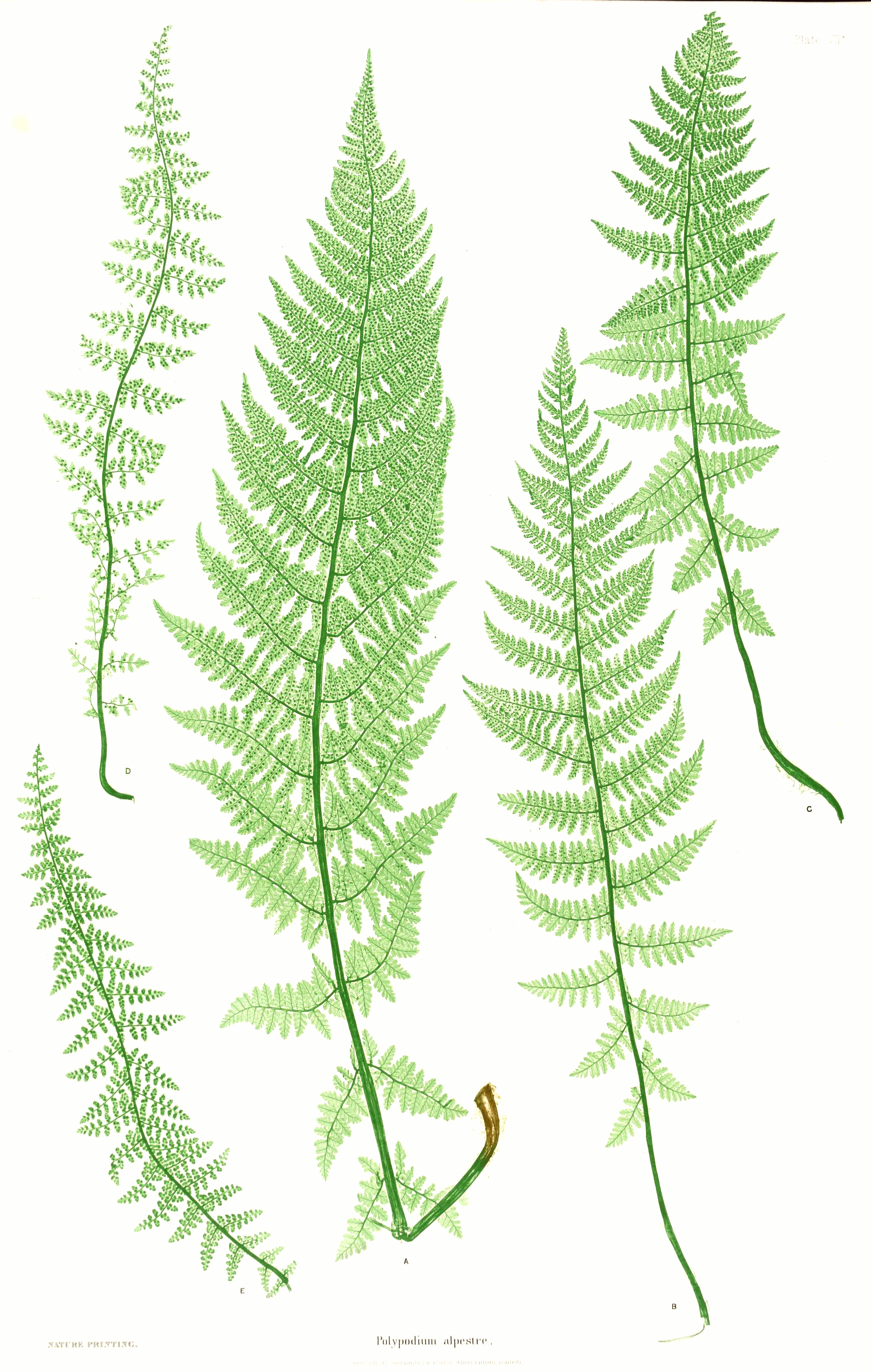